# Dolores Jiménez y Muro
Dolores Jiménez y Muro (Aguascalientes, 7 de junio de 1848-Ciudad de México, 15 de octubre de 1925)fue una maestra y revolucionaria mexicana durante la Revolución mexicana (1910-20). Compartía con los zapatistas la lucha por la restitución de tierras y reforma agraria con los que estuvo desde 1914 hasta 1919.

## Biografía
Dolores Jiménez y Muro fue la hija del matrimonio de José María Jiménez y de doña Atilana Muro. Creció en importancia durante la Revolución mexicana como feminista, reformadora y ayudante social del general Emiliano Zapata. Aun cuando se involucró en la Revolución, siempre aspiró a vivir en un mundo con más paz.  
Vivió en un ambiente liberal en San Luis Potosí, ciudad en donde la familia se estableció cuando ella tenía nueve años. Su padre fue funcionario de gobierno, por lo que Jiménez y Muro recibió una buena educación en el hogar. Desde la infancia fue ávida lectora, lo que le proporcionó cultura y gusto por la escritura. El ambiente liberal en el que creció le permitió además incursionar como profesora, escritora y, a la postre, periodista.  

En 1874, recibió una invitación del gobierno estatal para participar en las fiestas del mes de septiembre, debido a que era conocida su afición a la escritura de poesía. El poema que escribió para esa ocasión habla de la aspiración de un mejor país y termina con la siguiente estrofa: 
Eres ¡Oh! Patria bella, muy amada:
¡Dios quiera que ese amor eterno sea!
¡Que seas del mundo entero respetada!
¡Que seas grande, muy grande, y yo lo vea!

## Trayectoria

### Participación en el Partido Liberal Mexicano (PLM)
Fue simpatizante del Partido Liberal Mexicano, colaboró en la redacción del programa de este en 1901, en donde compartió militancia con Ricardo Flores Magón, Juana Belén Gutiérrez de Mendoza, Elisa Acuña Rosete y Aurora Martínez, junto con las que publicó y difundió las ideas para acabar con la dictadura de Porfirio Díaz. Trabajaron en la clandestinidad y destacó como estratega, participando en la organización política. Allí adquirió experiencia como dirigente. Años después recordará los años previos a la Revolución con las siguientes palabras:

"“Desde entonces comprendí que la revolución actual [la de 1910] no estaba lejos, porque ideas germinaban por todas partes. Poco después vine a México, donde vi que millares de ciudadanos iban a inscribirse en los clubes políticos, de donde debería surgir la revolución, como fue”.

### Participación en el Complot de Tacubaya
"Su talento político se constata en la redacción del poco conocido Plan Político y Social de Tacubaya, en el que se exigía la devolución de tierras al campesinado, aumento salarial, jornada laboral de ocho horas, libertad de expresión, reorganización de las municipalidades suprimidas, protección a los indígenas y abolición de monopolios, además de reconocer como ley suprema la Constitución de 1857." El Plan Político y Social de Tacubaya es ejemplo de las ideas profundas de cómo las leyes y los derechos liberales funcionan. Este plan buscaba sacar al presidente Porfirio Díaz de la presidencia, en favor de Francisco I. Madero. Se le reconoce la autoría de este plan político y social, que se publicó el 18 de marzo de 1911 y en el que se subrayaban las ideas y metas de los conspiradores. El plan abocaba a una continuación de las demandas del Partido Liberal Mexicano (PLM), fundado en 1905, entre las que se incluían: salarios justos, viviendas económicas, mejora de las condiciones de trabajo y frenar las inversiones extranjeras. Además, promovió la descentralización del sistema educativo del país, justificándose en que las necesidades de la escuela eran mejor atendidas cuando se fundaba y controlaba localmente.

### Revolucionaria social y feminista
Antes del comienzo del movimiento armado, ella formó parte de grupos de femeninos conformados por maestras, campesinas, intelectuales y obreras que, además de los derechos políticos, abogaron por derechos sociales en general y de la mujer en particular. Jiménez y Muro participó junto a muchas mujeres. Editaba el periódico La Mujer Mexicana y presidió el Club Femenil Hijas de Cuauhtémoc, con el que encabezó una protesta contra el fraude bajo la consigna “Es tiempo de que las mujeres mexicanas reconozcan que sus derechos y obligaciones van más allá del hogar”. En 1910 se unió a la causa maderista y fundó el Club Femenil Antirreleccionista "Hijas de Cuauhtémoc"", una de las organizaciones más aguerridas de grupos políticos de mujeres.
Fue una activista radical y en 1910, por la oposición extrema al partido de Díaz, ella y otros miembros fueron arrestados. Jiménez y Muro seguía siendo políticamente activa en la celda y descubrió Regeneración y Concordia, donde escribió los cambios que ella deseaba ver en México. Ella imaginaba un país donde hubiera un importante progreso a la economía y reforma a la agricultura. Además, quería cambios para mejorar las condiciones de vida de la mujer ya que, a diferencia de las teorías revolucionarias anteriores, Jiménez insistía en que los salarios de las mujeres debían ser iguales a los de los hombres. Anteriormente, el salario de las mujeres no había sido una prioridad para la mayoría de los reformadores; desde entonces, según el censo de 1910, las mujeres representaban solo un 8.8% de la fuerza laboral mexicana. Jiménez discutía que esta información era incorrecta, porque no tomaba en cuenta a las mujeres que trabajaban como vendedoras de calle, artistas o rancheras comerciantes. Las mujeres de México, dijo ella, son una parte crucial en la economía, y por eso ellas merecían beneficios de las reformas económicas de México.
Las obras de Jiménez y Muro ganaron la atención de Emiliano Zapata, quien adoptó una de sus reformas propuestas y la invitó para reunirse con él en Morelos. La reunión se llevó a cabo en 1913, y desde entonces se convirtió en una parte activa de la organización de Zapata hasta que este fue asesinado.
En 1925, murió a la edad de 77 años.

## Legado
- En 1911 elabora el Plan Político y Social de Tacubaya, en el que reconoce a Francisco I. Madero [11]como presidente y exige el restablecimiento de la libertad, la disminución de las jornadas de trabajo entre otras cosas, proclamando además el voto libre y la no reelección de la Constitución de 1857.
- Como integrante de las fuerzas del general Emiliano Zapata, desde 1879 hasta 1919 elabora el prólogo del Plan de Ayala.[12]
- Promovió clubes para organizar campañas en oposición a Díaz y hacer propaganda y activismo clandestino. [13]
- En 1913, se encargó de difundir las causas de la lucha y los planes revolucionarios para derrocar a Victoriano Huerta.[14]
- En 1917, formando parte de la Secretaría de Educación Pública, llevó a cabo la primera campaña de alfabetización y participó en las Misiones Culturales.
- Entre 1873 y 1889, publicó Las Hijas del Anáhuac, El álbum de la mujer, El correo de las señoras y Violetas del Anáhuac,[10] creando y desarrollando un periodismo de denuncia, y el libro Rayo de luz, donde reunió algunos de sus poemas.

## Obras
- El Correo de las Señoras (1883-1893)
- El Álbum de la Mujer (1884- 1888)
- Las Hijas del Anáhuac (1887-1888)
- Violetas del Anáhuac (1888)
- Vésper (1891-1902)
- Diario Regeneración (1902)
- Plan Político y Social de Tacubaya (31 de octubre de 1911)
- Prólogo del Plan de Ayala (1911)
- La Revista Potosina (1902)
- El Diario del Hogar (1902)
- La Mujer Mexicana  (1904-1906)
- La Voz de Juárez  (1913) [15]